# 維爾格林 (科羅拉多州)
維爾格林（英語：Villegreen）是位於美國科羅拉多州拉斯阿尼馬斯縣的一個非建制地區。該地的面積和人口皆未知。

## 地理
維爾格林的座標為37°18′20″N 104°31′12″W / 37.30556°N 104.52000°W，而該地的平均海拔高度為1720米（即5640英尺）。